# Octávio Barrosa
Octávio dos Santos Barrosa est un footballeur portugais né le 21 décembre 1920 à Lisbonne et mort le 21 février 2001. Il évoluait au poste de défenseur.

## Biographie
Il passe toute sa carrière au Sporting Portugal, restant plus de 11 saisons au club.
International, il reçoit 7 sélections en équipe du Portugal entre 1945 et 1950.

## Carrière
- 1939-1950 :  Sporting Portugal[2]

## Palmarès

### En club
Avec le Sporting Portugal :
- Champion du Portugal en 1944, 1947, 1948 et 1949
- Vainqueur de la Coupe du Portugal en 1941, 1945, 1946 et 1948
- Champion de Lisbonne en 1939, 1941, 1942, 1943, 1945, 1947 et 1948
- Finaliste de la Coupe Latine en 1949